# Canale della Giudecca

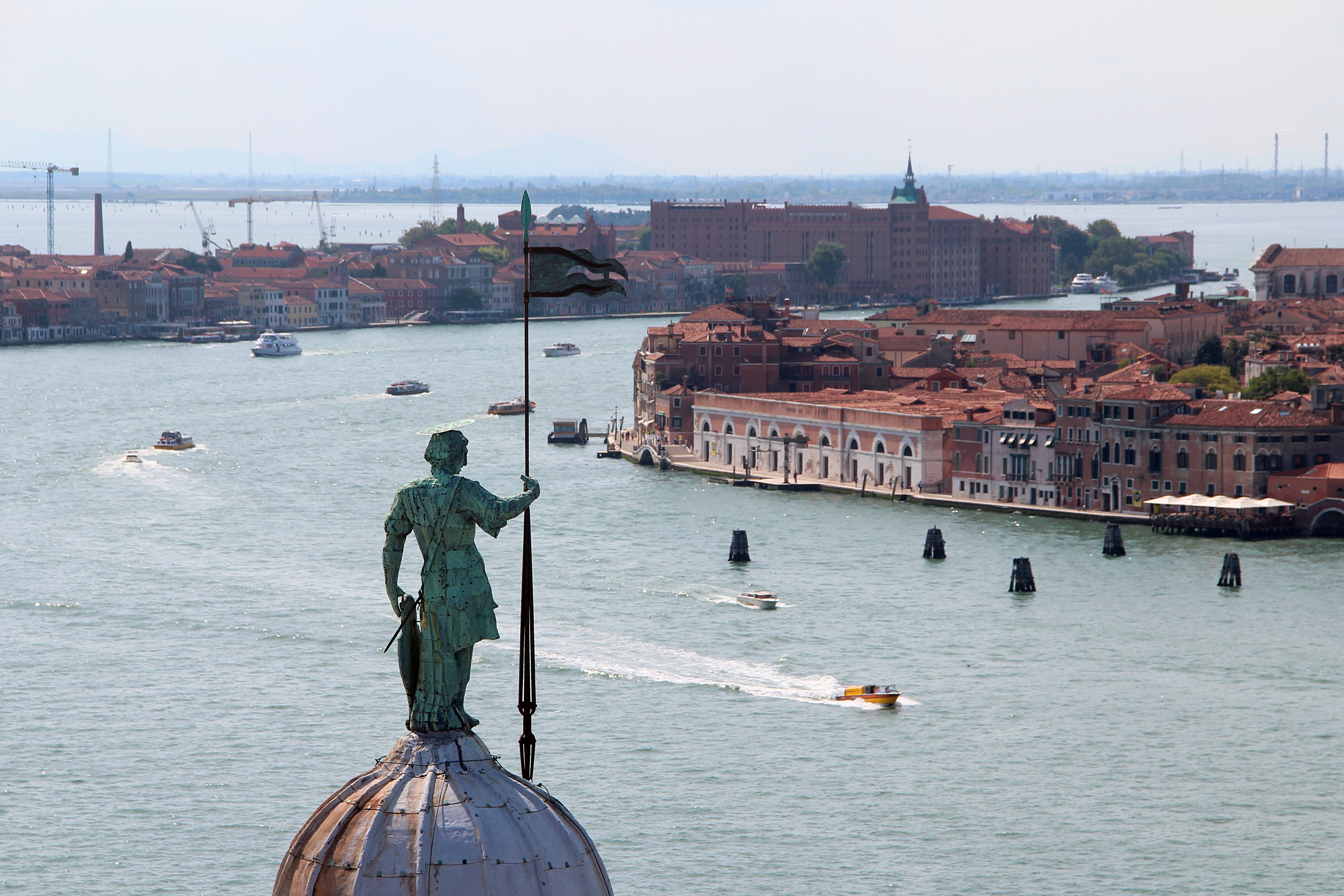
Canal della Giudecca widziany z kampainy San Giorgio Maggiore.

Canale della Giudecca – kanał w Wenecji, oddzielający wyspę Giudecca (od której wziął swą nazwę) od historycznego centrum miasta. Dawniej nosił nazwę Canale Vigano. 

## Opis
Canale della Giudecca, biegnący wzdłuż wyspy Giudecca na odcinku ponad 1600 m, jest od stuleci centrum handlowym Wenecji. Znajduje się przy nim duży port, do którego zawijają statki pasażerskie przewożące ponad 2 miliony pasażerów rocznie. Szerokość kanału Giudecca wynosi od około 250 m u wejścia do portu do ponad 450 m na wysokości wyspy San Giorgio Maggiore, co czyni go największym kanałem w Wenecji. Jego głębokość waha się od 12 do 17 m. Na wysokości Punta della Dogana, dokładnie naprzeciwko Piazzetty, łączy się z Canal Grande. Z dniem 1 stycznia 2014 roku w trosce o stan środowiska naturalnego władze miasta Wenecja postanowiły zakazać cumowania na wysokości Placu św. Marka statkom o wyporności ponad 96 tysięcy ton i ograniczyć tranzyt pozostałych.

## Wydarzenia

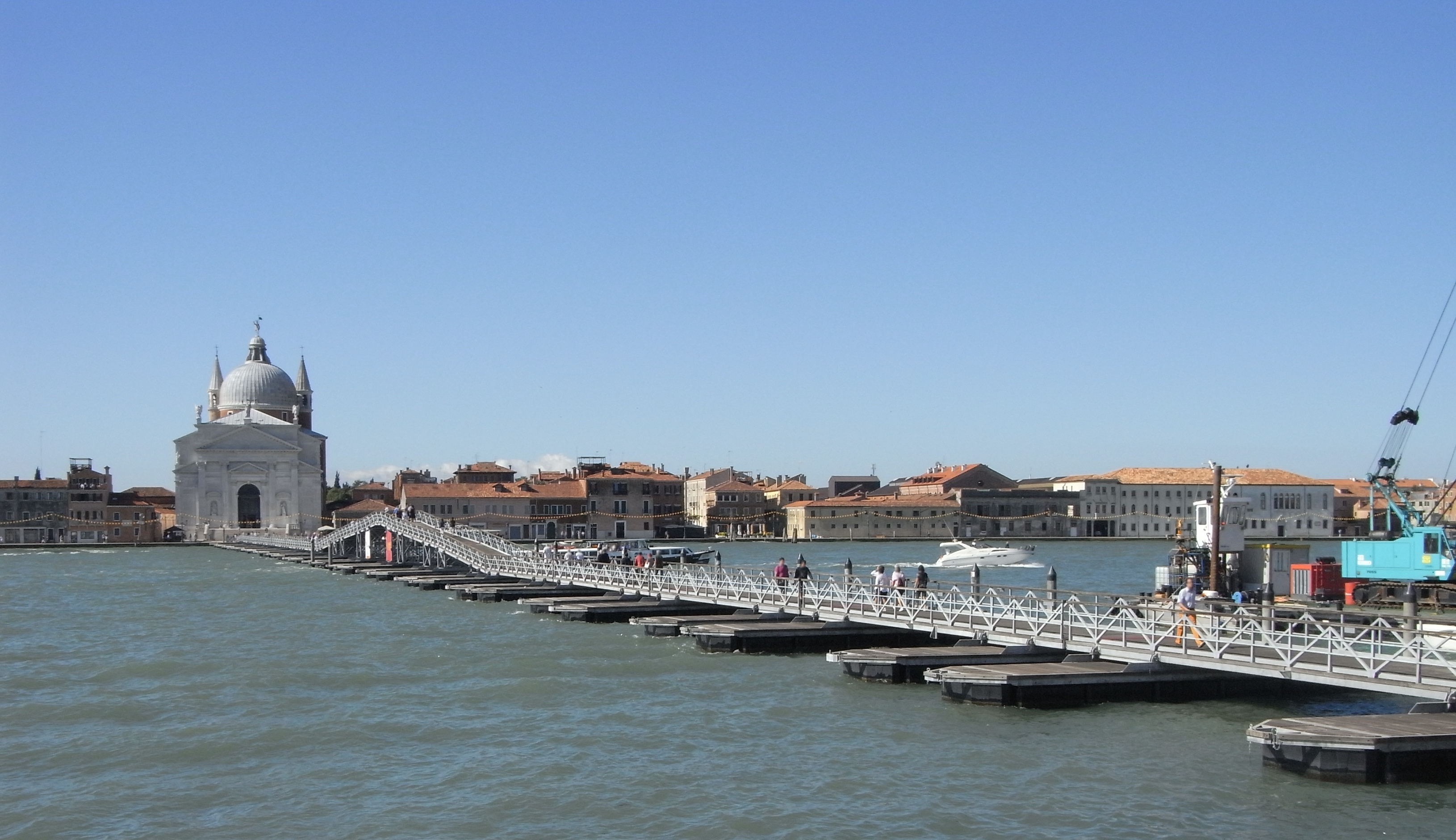
Festa del Redentore – most wotywny

Canale della Giudecca jest znany z uroczystości Festa del Redentore (pol. Święto Odkupiciela), organizowanych corocznie w Wenecji w trzecią niedzielę lipca na pamiątkę ustąpienia zarazy z 1576 roku. Z okazji tych uroczystości buduje się na nim tymczasowy most pontonowy, mający 330 m długości, łączący położony na wyspie Giudecca kościół Il Redentore z dzielnicą Dorsoduro w okolicy Gallerie dell’Accademia.  

## Otoczenie
Na kanał wychodzą fasady ważnych budowli, takich jak: Molino Stucky, kościół Sant’Eufemia, kościół Il Redentore, kościół Gesuati, kościół Zitelle, Magazzini del Sale i część Punta della Dogana. Widoczna jest również  bazylika Santa Maria della Salute, choć jej fasada wychodzi już na Canal Grande. 
Główne budynki po stronie południowej kanału, na wyspie Giudecca, w kierunku z zachodu na wschód:

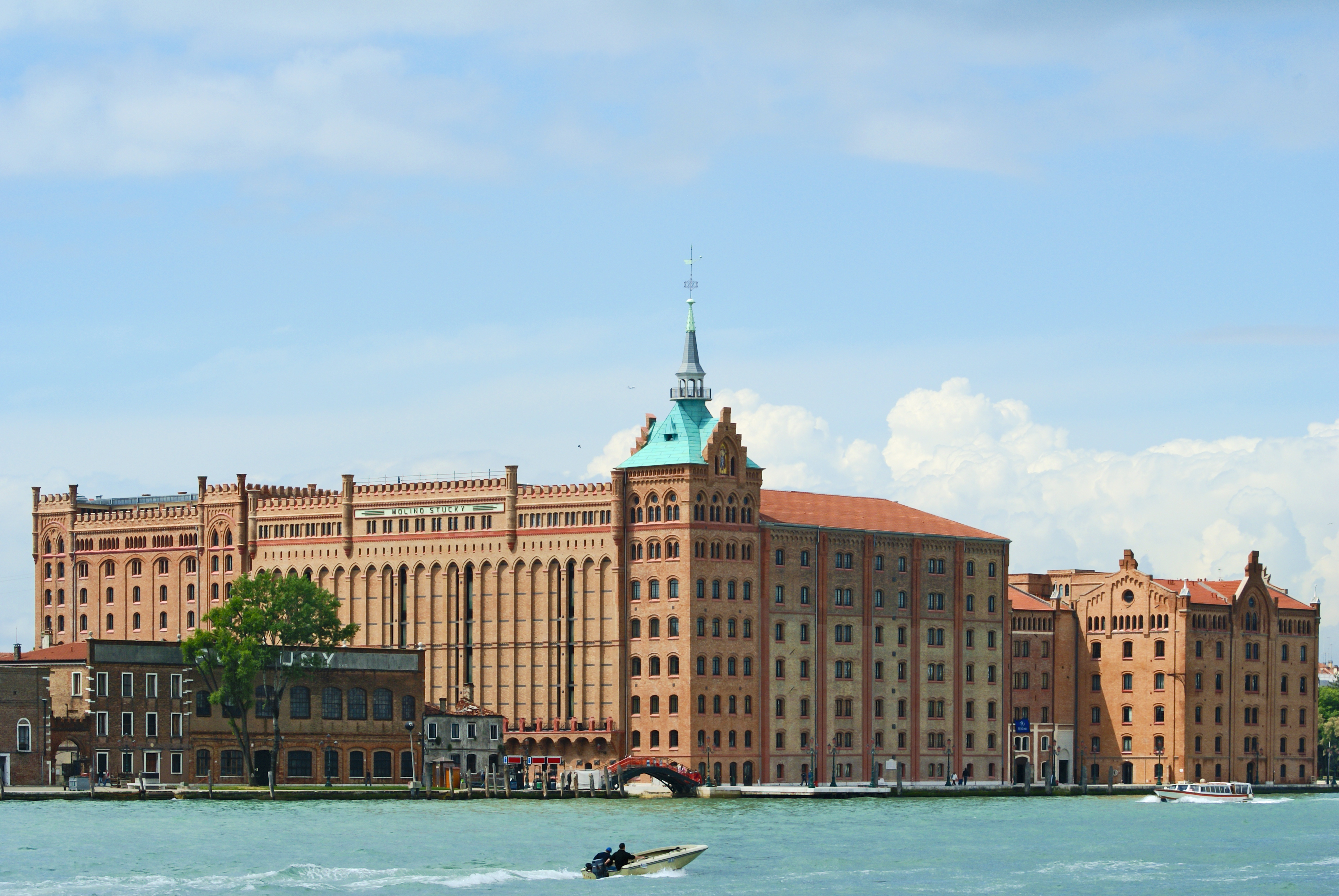
Molino Stucky
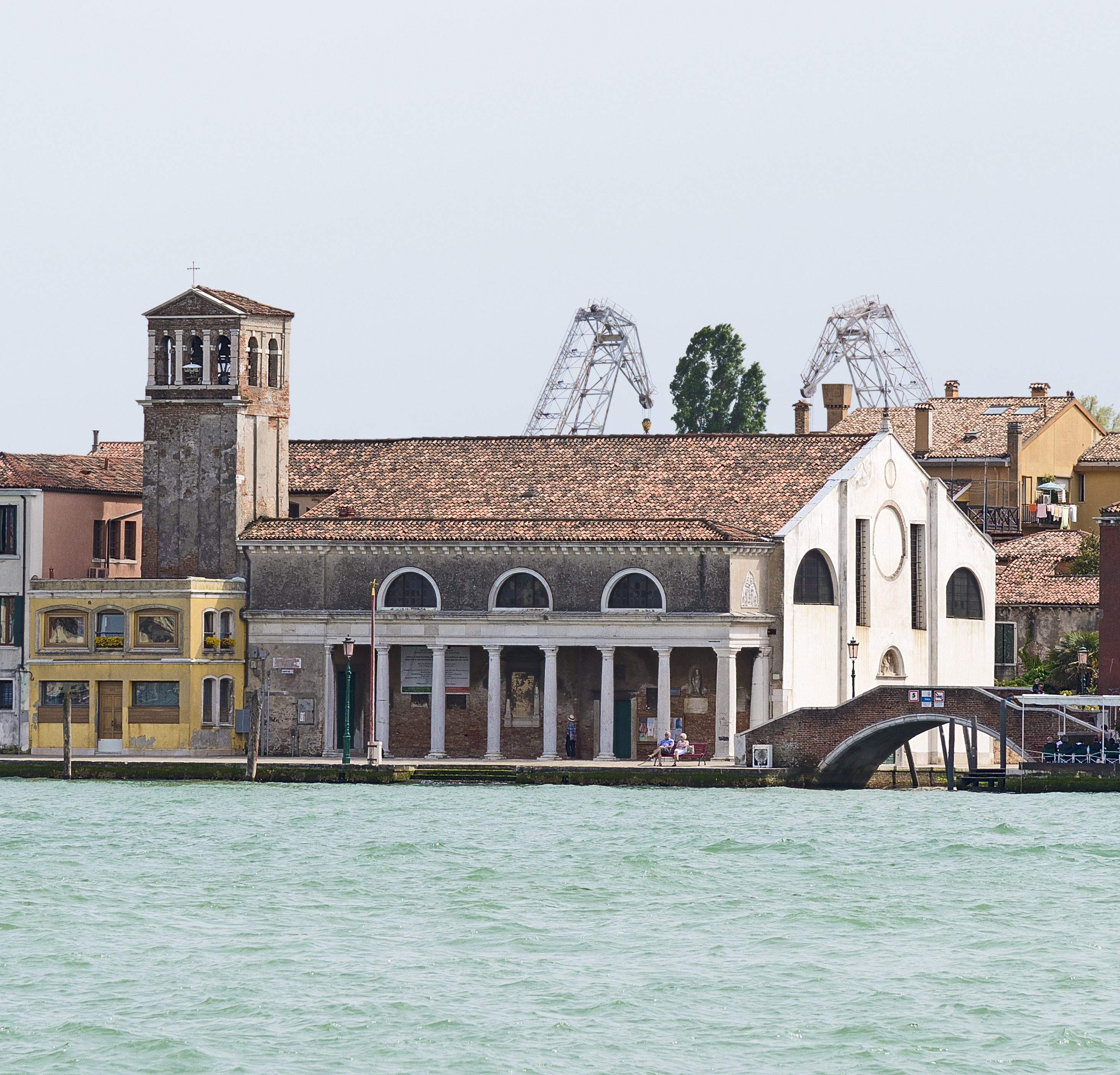
Kościół Sant’Eufemia
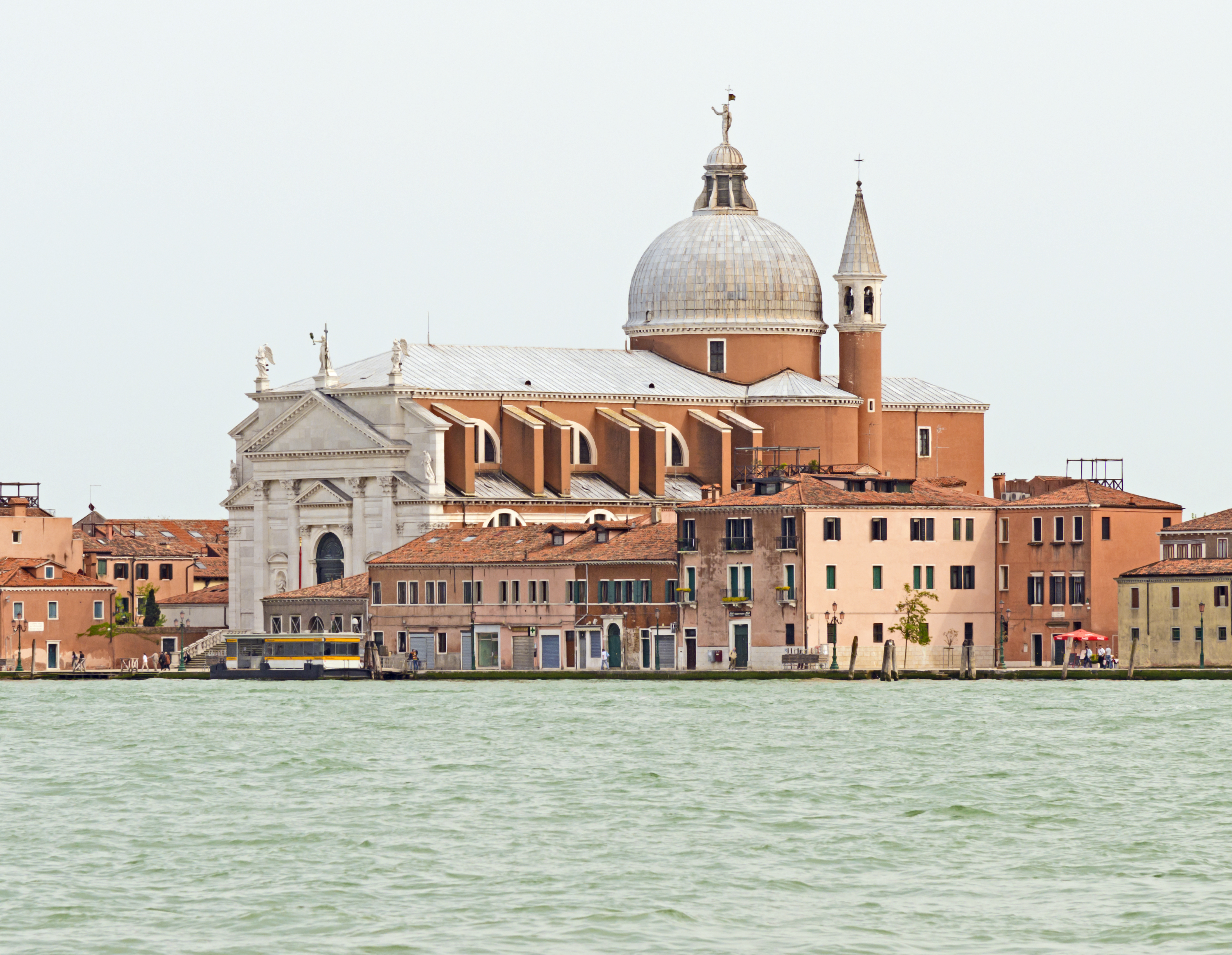
Kościół Il Redentore
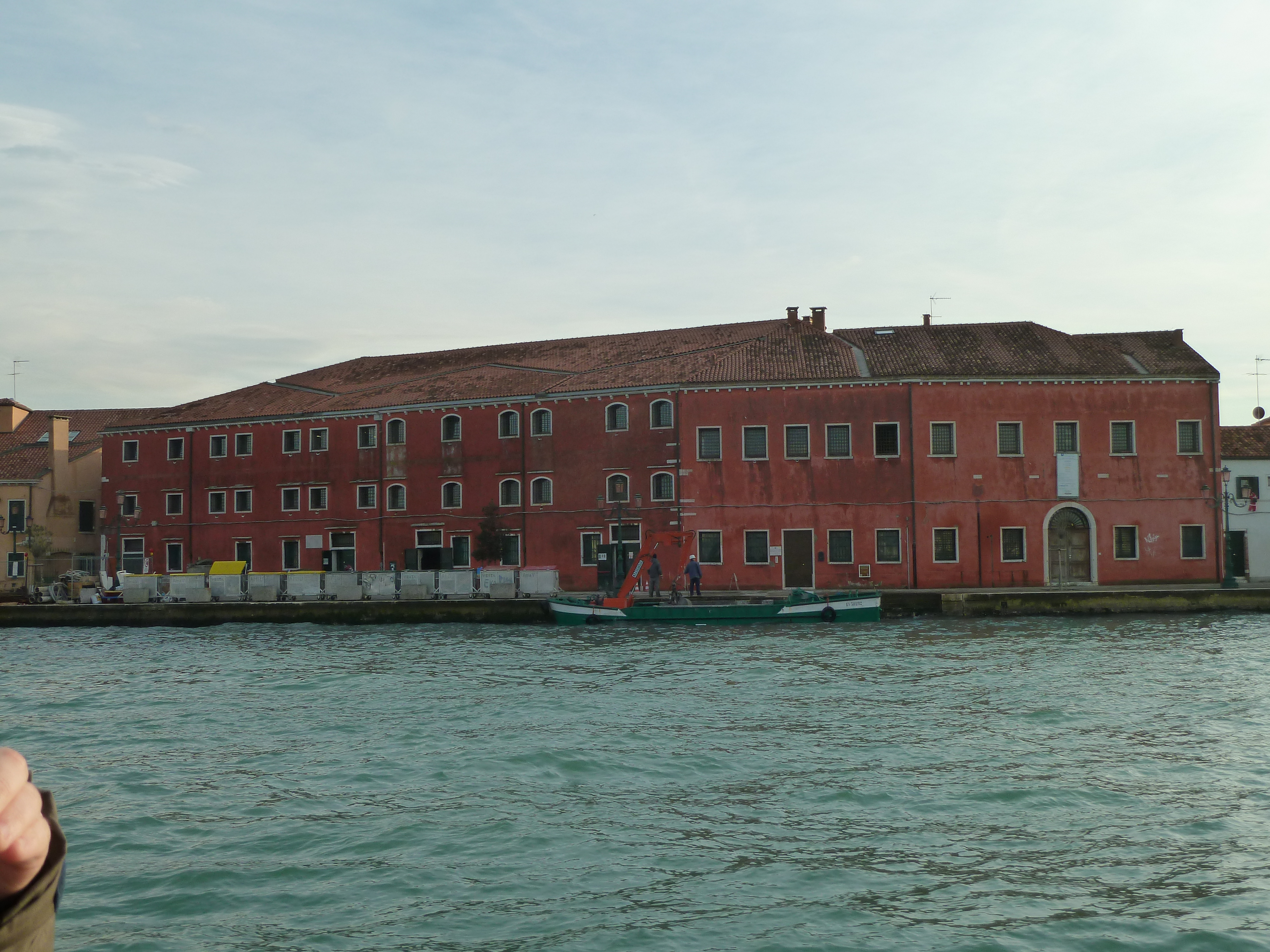
Filia Archivio di Stato di Venezia
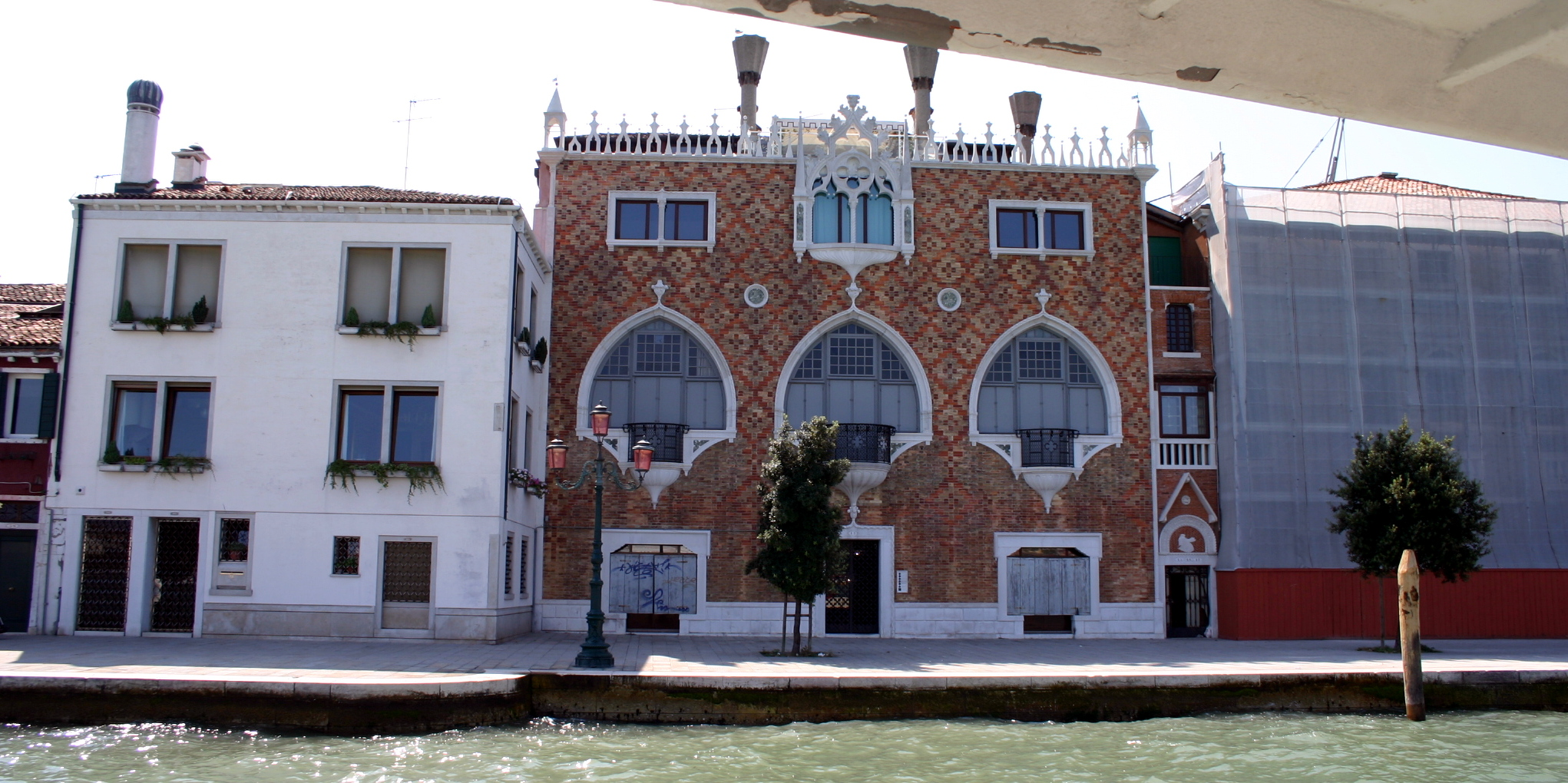
Casa dei Tre Oci
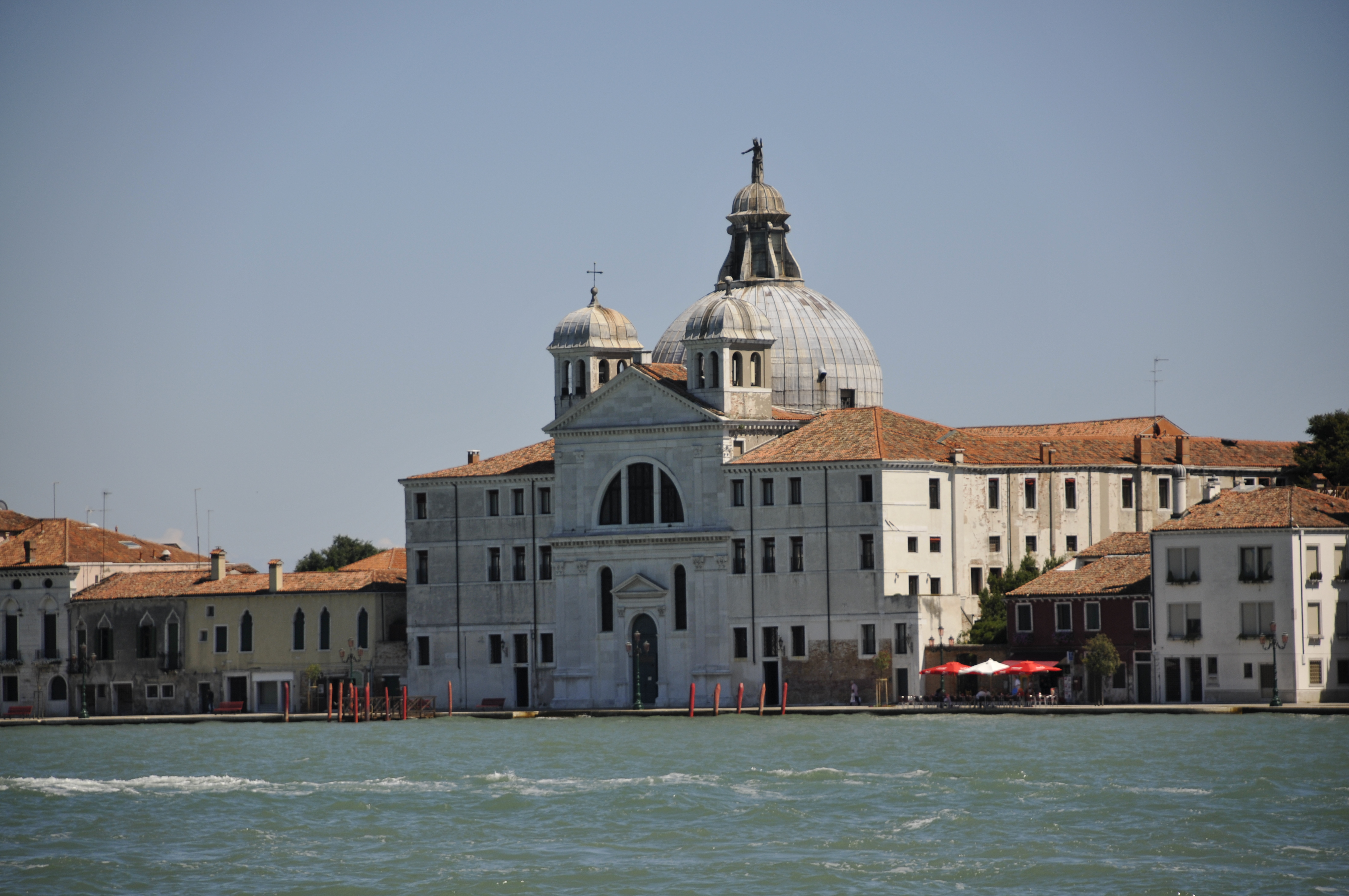
Kościół Le Zitelle

Główne budynki po stronie północnej kanału, w dzielnicy Dorsoduro, w kierunku ze wschodu na zachód:

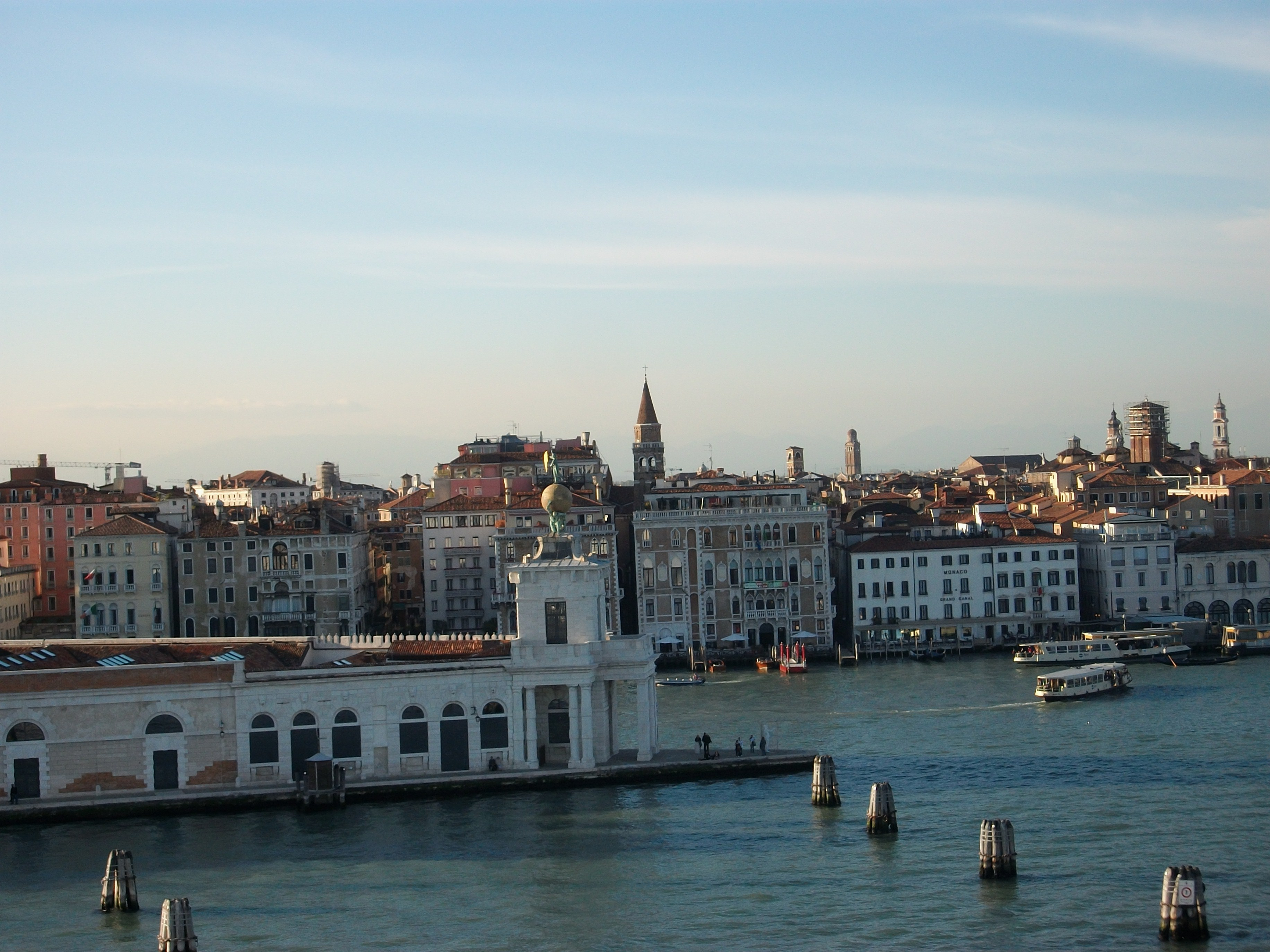
Punta della Dogana
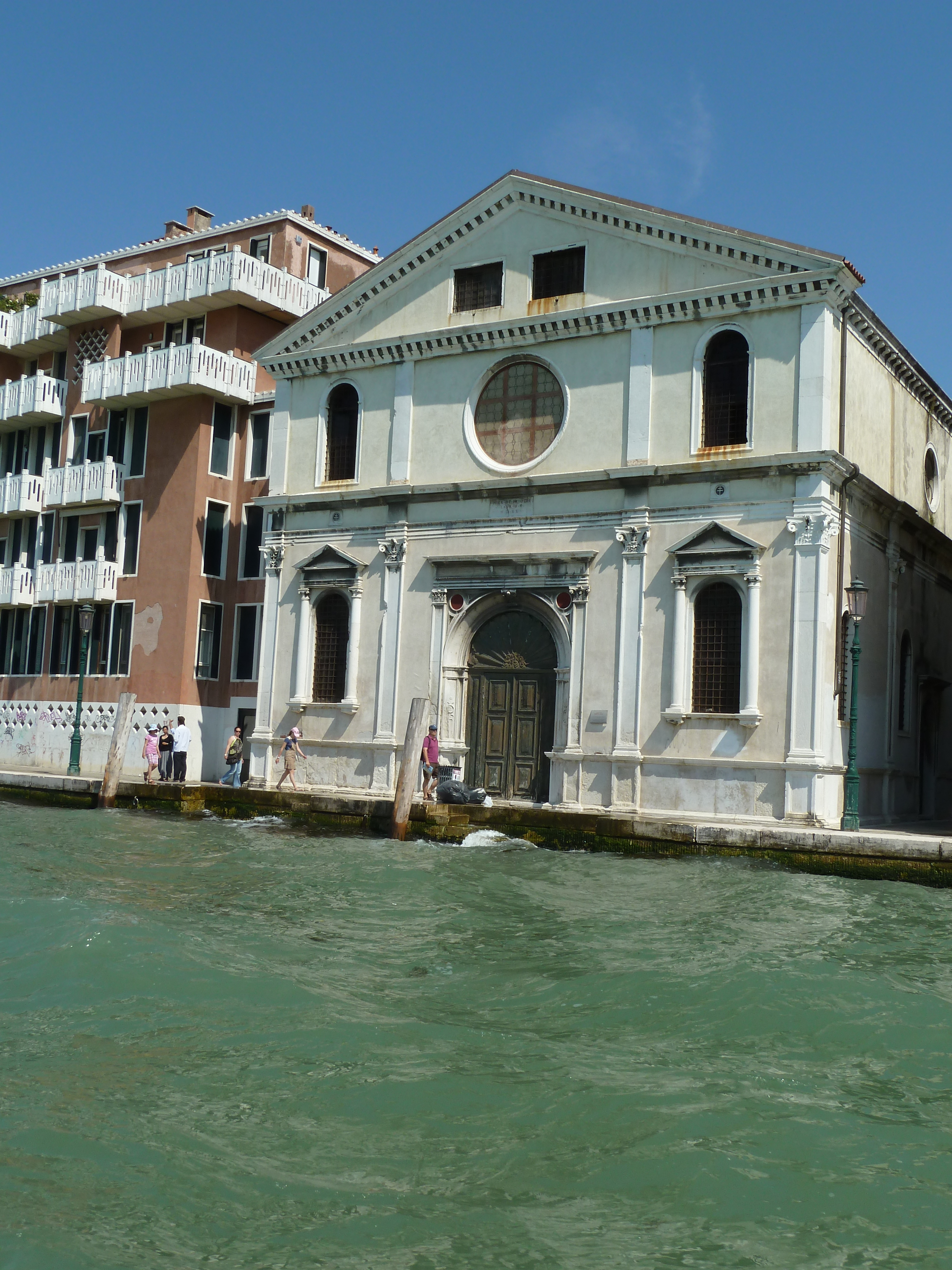
Kościół Spirito Santo
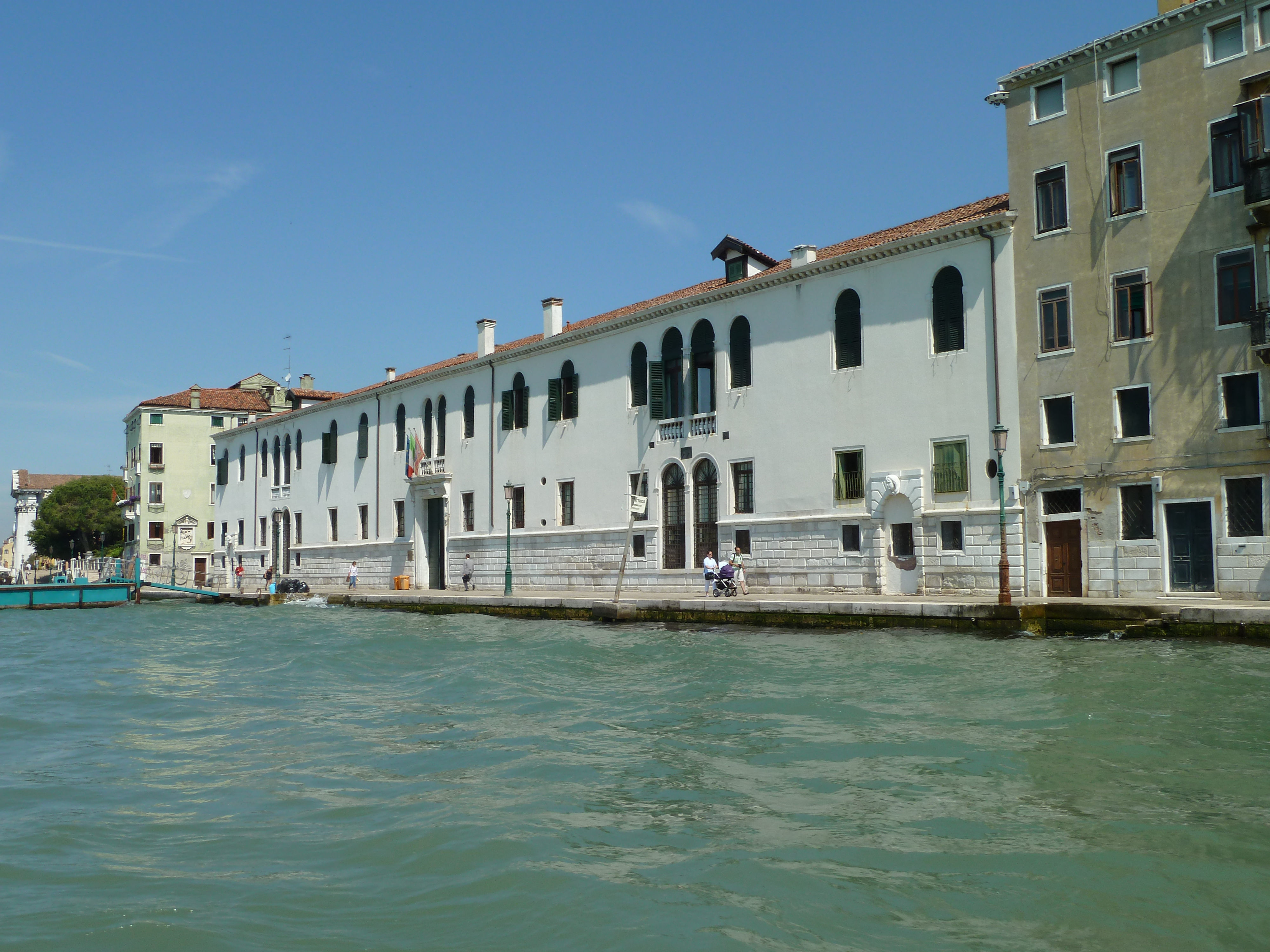
Ex Ospedale degli Incurabili
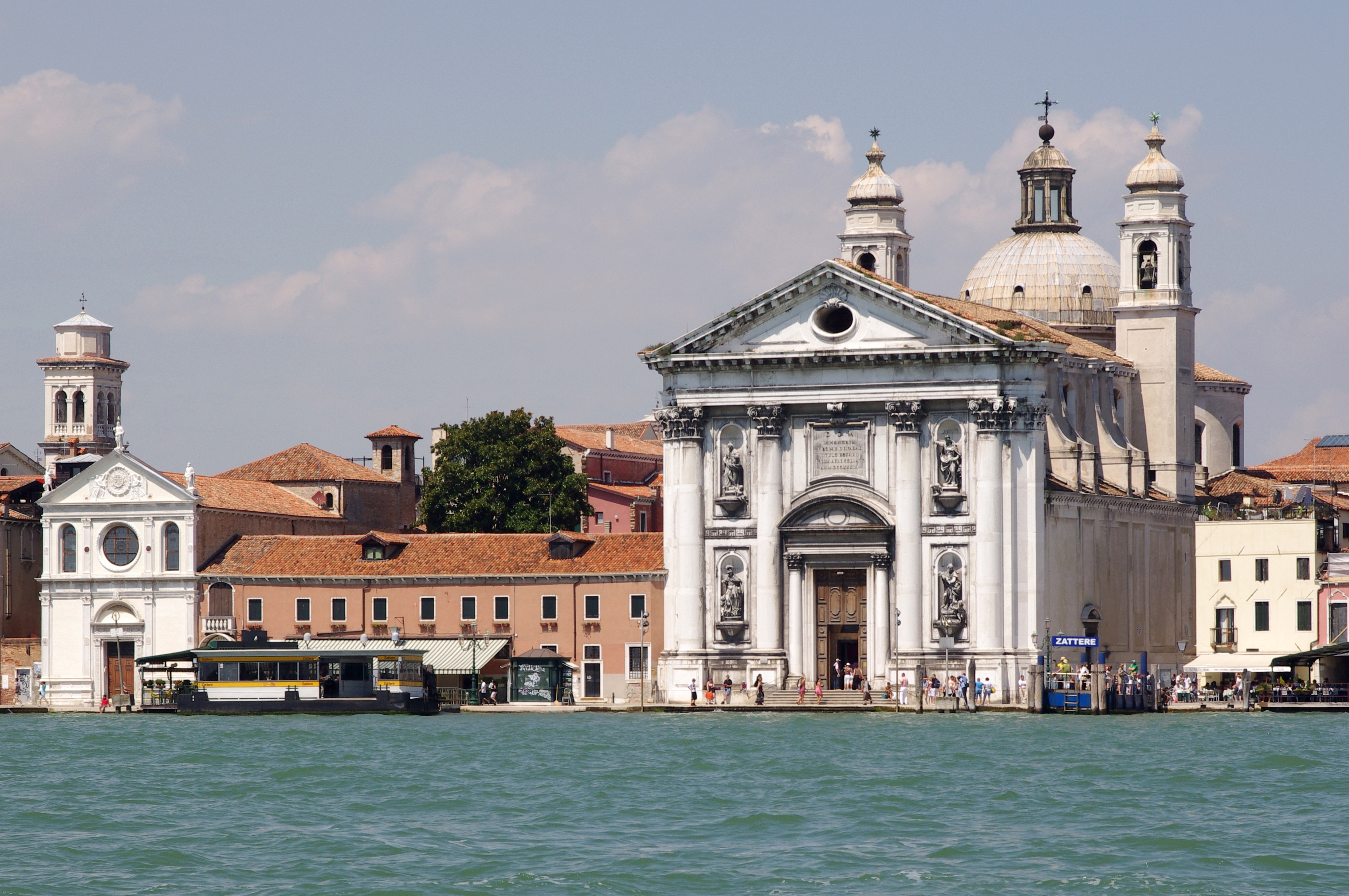
Kościół Santa Maria del Rosario (Gesuati)
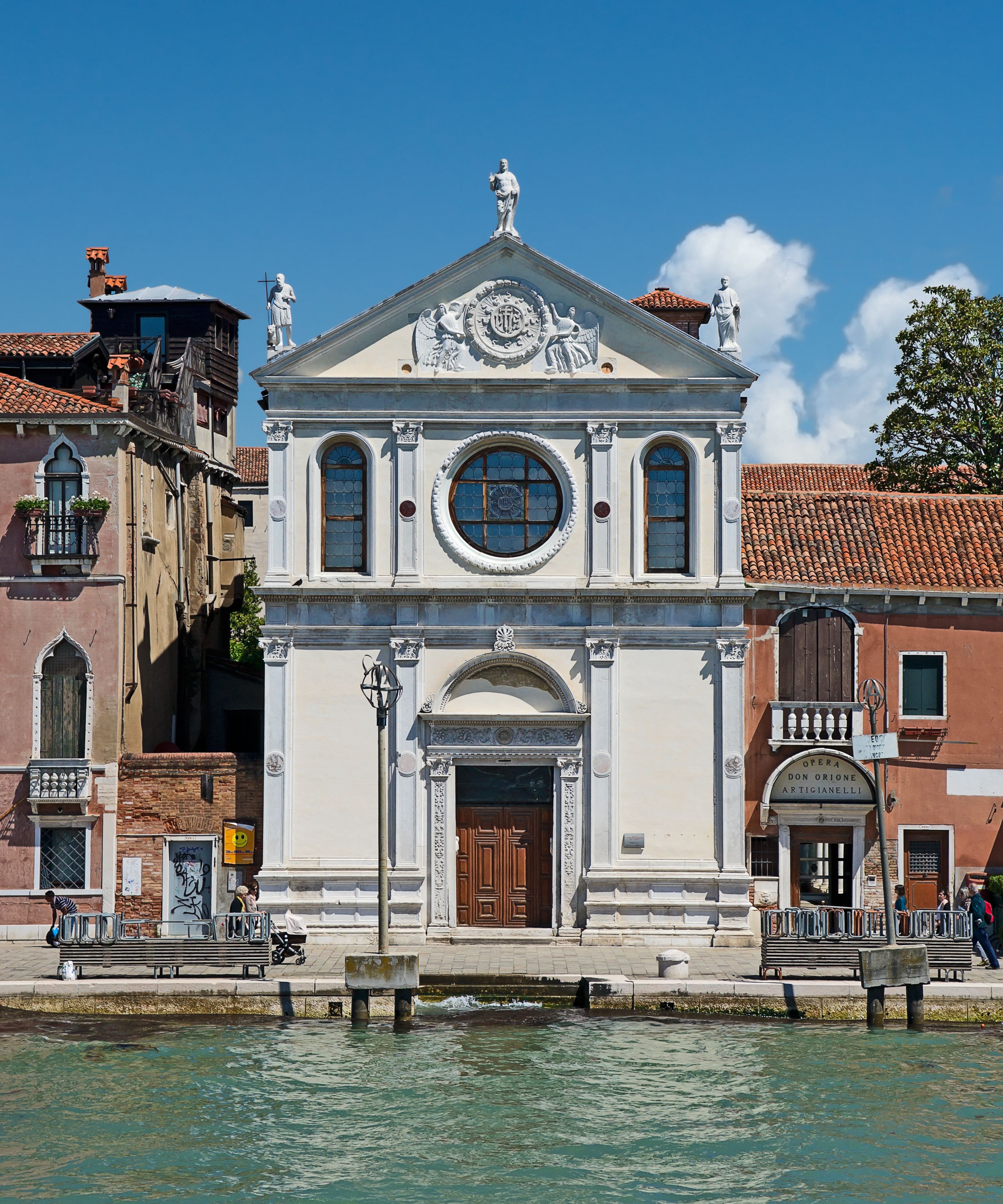
Kościół Santa Maria della Visitazione
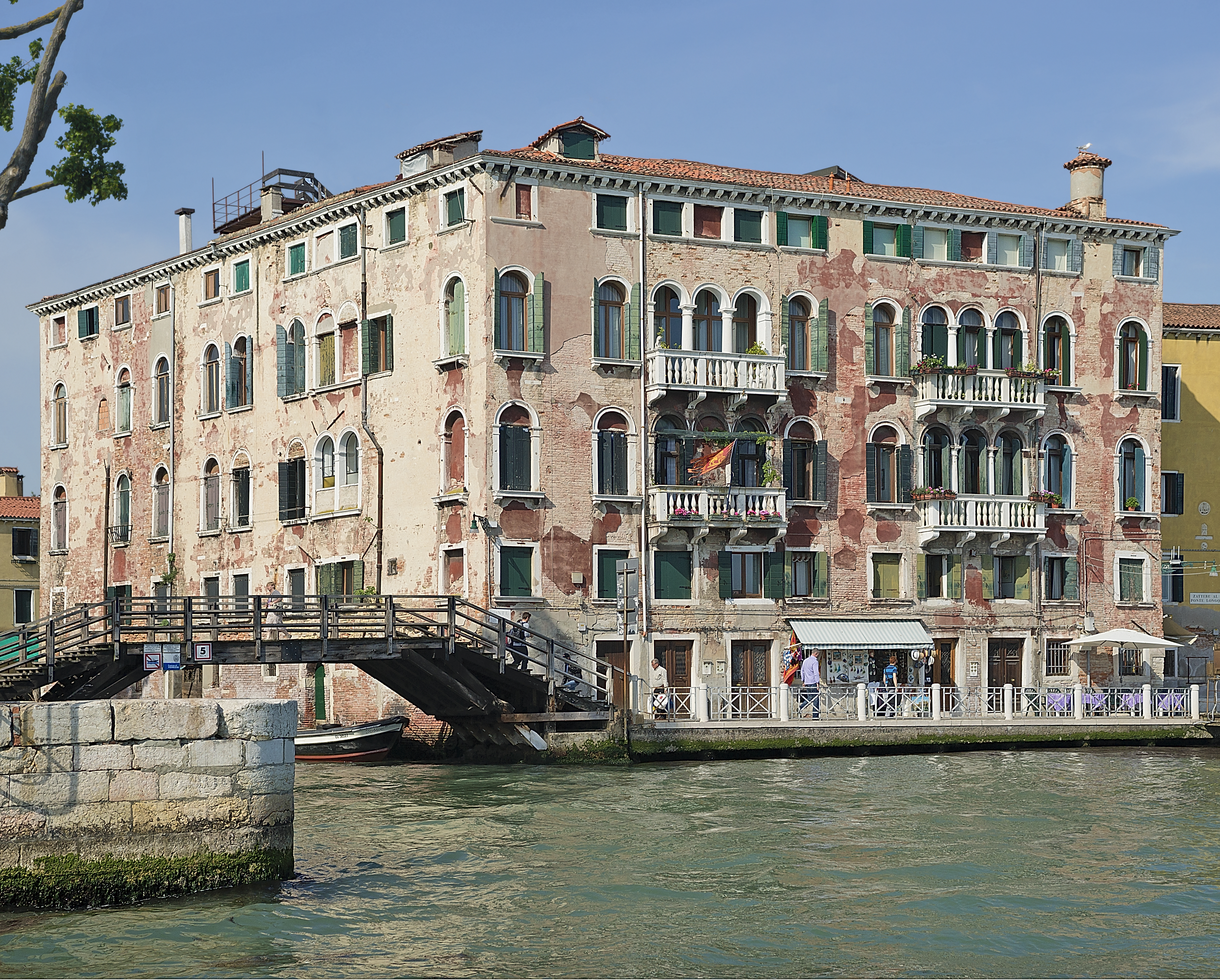
Palazzo Molin